# Ruina del castillo de Schallenberg
La ruina del castillo de Schallenberg se encuentra en la cima de una colina a 434 metros s.n.m. en el municipio de Kleinzell im Mühlkreis, en el distrito de Rohrbach de Alta Austria. Del castillo no queda prácticamente nada y se encontraba ubicado en la prominencia de una roca sobre el río Gran Mühl . El castillo sirvió una vez para controlar el estrecho camino Säumerweg directamente bajo del castillo y el tráfico fluvial del Große Mühl, que era entonces navegable.

## Historia
El castillo era propiedad del obispado de Passau y probablemente se construyó alrededor de 1231. En 1260, el ministerial de Passau Heinrich de Sancto Ulrico aparece en una donación notarial de una donación para la salvación de su alma al monasterio de Wilhering y se llamó en ella a sí mismo Heinrich de Salchinberc.  Los Sancto Ulricher, sin embargo, conservaron el nombre "von Schallenberg", aunque ya no eran propietarios feudales hacia 1300. En 1308, aparece un Christian von Urleugsb(p)erg en Schallenberg. En 1360 el castillo fue entregado a Ulrich Leutzeneder como prenda del obispo de Passau Gottfried von Weißeneck. En 1378, Dankwart Herleinsperger le siguió en el juramento, siendo investido con el castillo por el obispo de Passau. En 1428 el señorío del castillo volvió a los Schallenberger a través de Kaspar von Schallenberg. El castillo permaneció en la familia hasta 1660 (la cripta de los Schallenberg se encuentra en la capilla del cementerio de Niederwaldkirchen dedicada a San José).
En 1440 el castillo fue destruido por los husitas . La decadencia del castillo comenzó probablemente bajo el mandato de Christoph von Schallenberg (fallecido en 1542); en esa época la sede del tribunal se trasladó a la oficina de la corte de Schallenberg en Praitenfelden. El conde Christoph Ernst von Schallenberg vendió el castillo y la sede del tribunal al conde Otto von Seeau zu Helfenberg en 1660.

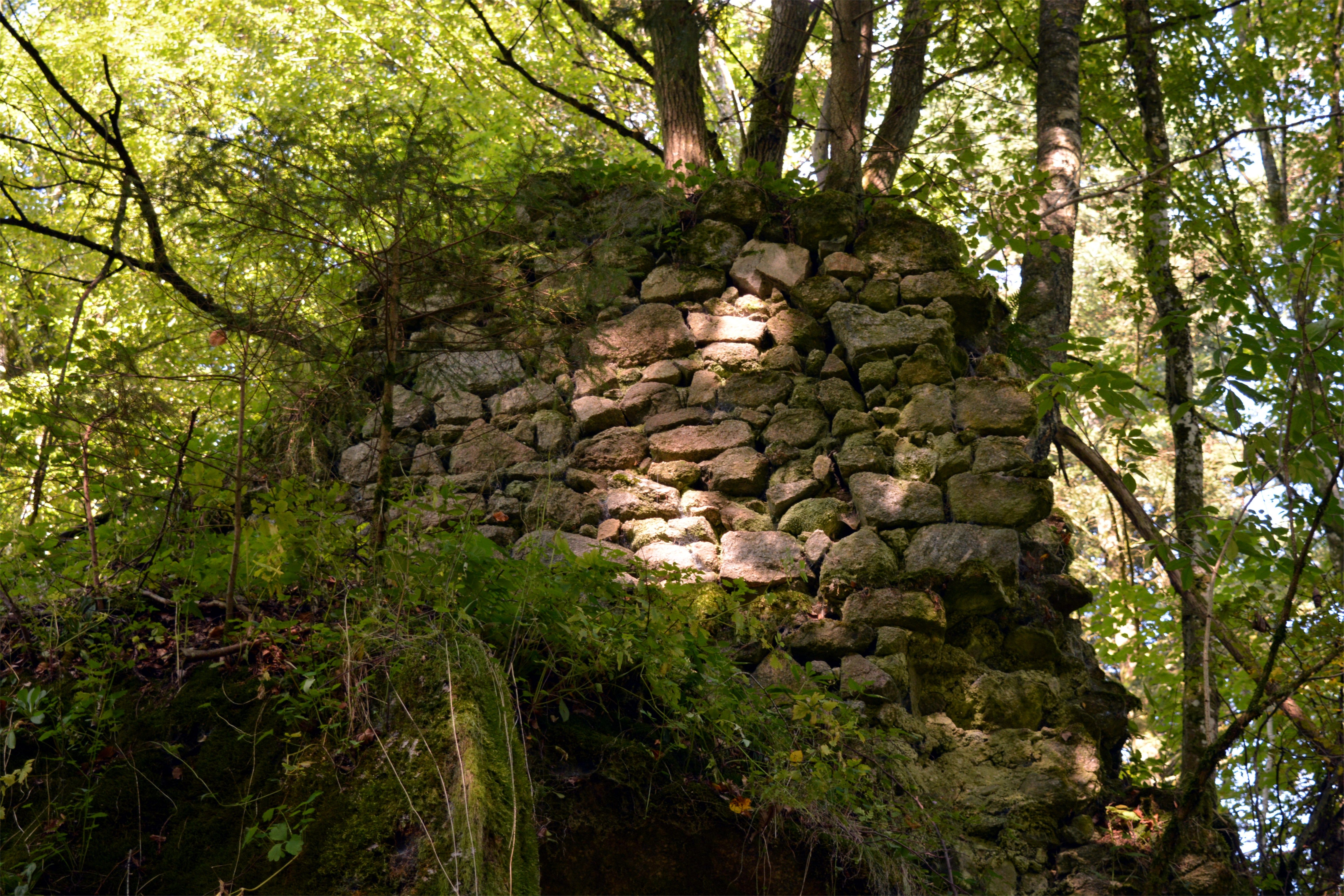
Restos de la torre del castillo de Schallenberg (2017)

## Ruinas del castillo de Schallenberg hoy
Schallenberg se representa ya como una ruina en el grabado de Georg Matthäus Vischer de 1674, aunque en aquella época los muros aún estaban en pie. Hoy en día, todavía se puede reconocer aquí un recinto asegurado por dos profundas zanjas de sección profunda excvadas en la roca. Todavía se conservan restos de muros, concretamente los restos completamente cubiertos de un muro de 2 × 3 metros de largo y aproximadamente 1,5 metros de alto, hecho de piedras bien trabajadas. 
La familia Schallenberg vuelve a ser propietaria del lugar desde 1982. El complejo, de gran importancia histórica, ha sido objeto de una orden de conservación del patrimonio cultural.  Se dispone de un croquis del complejo del castillo. 
El edificio no es fácil de encontrar, ya que el camino no está señalizado. Si se conduce desde Kleinzell a Apfelsbach, a los 500 m se toma un desvío a la izquierda, siguiendo por la pista hasta llegar al Seltenhofgut. Desde allí, un sendero parcialmente cubierto de maleza conduce a través del bosque hasta las ruinas del castillo.
- Datos: Q15108349
- Multimedia: Burgruine Schallenberg / Q15108349